# Bahnhof Yatomi
Der Bahnhof Yatomi (jap. 弥富駅, Yatomi-eki) ist ein Bahnhof auf der japanischen Insel Honshū. Er wird gemeinsam von den Bahngesellschaften JR Central und Meitetsu (Nagoya Tetsudō) betrieben und befindet sich in der Präfektur Aichi auf dem Gebiet der Stadt Yatomi, westlich von Nagoya.

## Verbindungen
Yatomi ist ein Anschlussbahnhof an der Kansai-Hauptlinie von JR Central, die Nagoya mit Yokkaichi, Kameyama, Kizugawa und Osaka verbindet. Er ist auch die südliche Endstation der Meitetsu Bisai-Linie der Bahngesellschaft Meitetsu in Richtung Tsushima.
Auf der Kansai-Hauptlinie fahren Nahverkehrszüge alle 20 oder 30 Minuten vom Bahnhof Nagoya nach Yokkaichi oder Kaneyama. Während der Hauptverkehrszeit sind es bis zu sechs Züge stündlich; darunter sind mehrere Eilzüge der Zuggattung Semi Express, die zwischen Nagoya und Kaneyama in der jeweiligen Lastrichtung mehrere Bahnhöfe auslassen. Auf der Meitetsu Bisai-Linie fahren Nahverkehrszüge im Halbstundentakt über Bahnhof Tsushima nach Sukaguchi oder weiter über Meitetsu Nagoya nach Toyoake.
Etwa 200 Meter südöstlich befindet sich der Bahnhof Kintetsu Yatomi an der Kintetsu Nagoya-Linie der Bahngesellschaft Kintetsu. Dorthin verkehren auch mehrere Buslinien.

## Anlage
Der Bahnhof steht im Stadtteil Uguiurachō, umgeben von einem Wohnviertel im Norden und dem Stadtzentrum Yatomis im Süden. Die ebenerdige Anlage ist von Nordosten nach Südwesten ausgerichtet und umfasst fünf Gleise, von denen drei dem Personenverkehr dienen. Diese liegen an einem Seitenbahnsteig an der Süd- und Mittelbahnsteig an der Nordseite, die beide zum Teil überdacht sind. Letzterer ist über eine gedeckte Fußgängerbrücke mit dem Empfangsgebäude an der Südseite verbunden. Es besteht keine Gleisverbindung zwischen beiden Eisenbahnstrecken. Die Meitetsu Bisai-Linie endet an einem Stumpfgleis am Mittelbahnsteig. Ein weiteres Gleis zwischen den Bahnsteigen dient überwiegend den hier passierenden Güterzügen auf der Kansai-Hauptlinie.
Yatomi liegt 0,93 m unter dem Meeresspiegel und gilt deshalb als der am tiefsten gelegene, nicht in einem Tunnel befindliche Bahnhof Japans. Tafeln auf den Bahnsteigen weisen seit den 1980er Jahren auf diese Tatsache hin. Der Eisenbahnautor Reizō Kawashima vertritt die Meinung, dass der nahe gelegene Bahnhof Kintetsu Yatomi noch ein wenig tiefer liegen könnte. Die Gegend ist allgemein von Bodenabsenkung betroffen, weshalb davon ausgegangen werden kann, dass der Bahnhof seit der letzten Messung ebenfalls gesunken ist. Jedenfalls ist Yatomi der tiefstgelegene Bahnhof der JR Group.

## Bilder

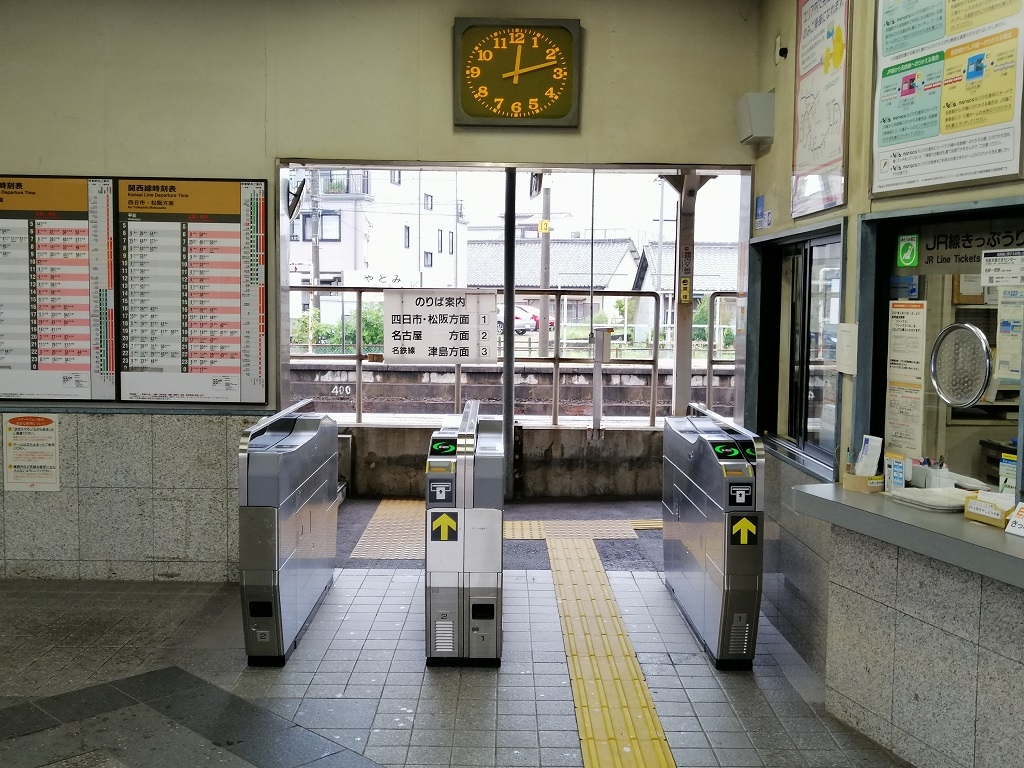
Bahnsteigsperre JR Central
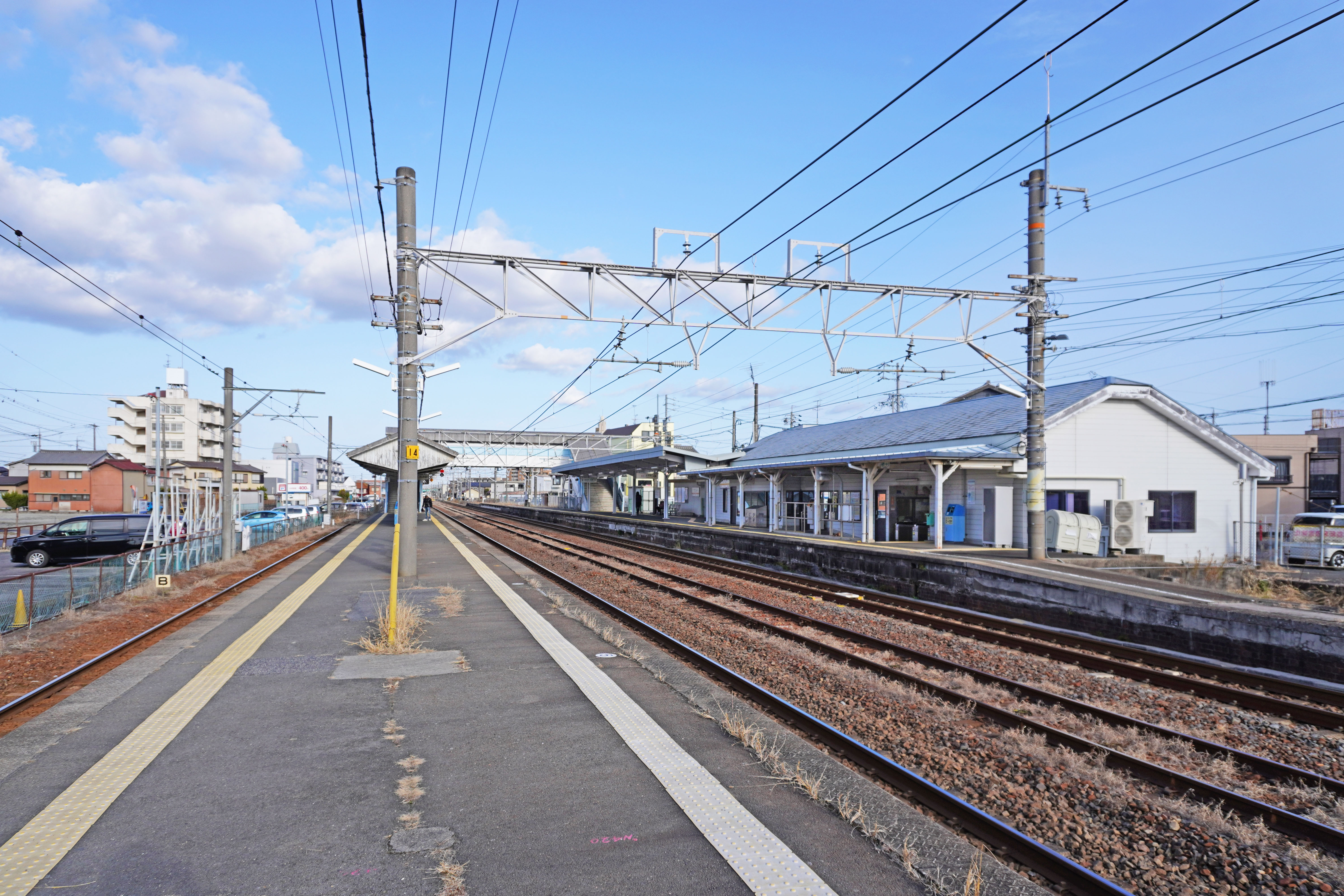
Ansicht der Bahnsteige
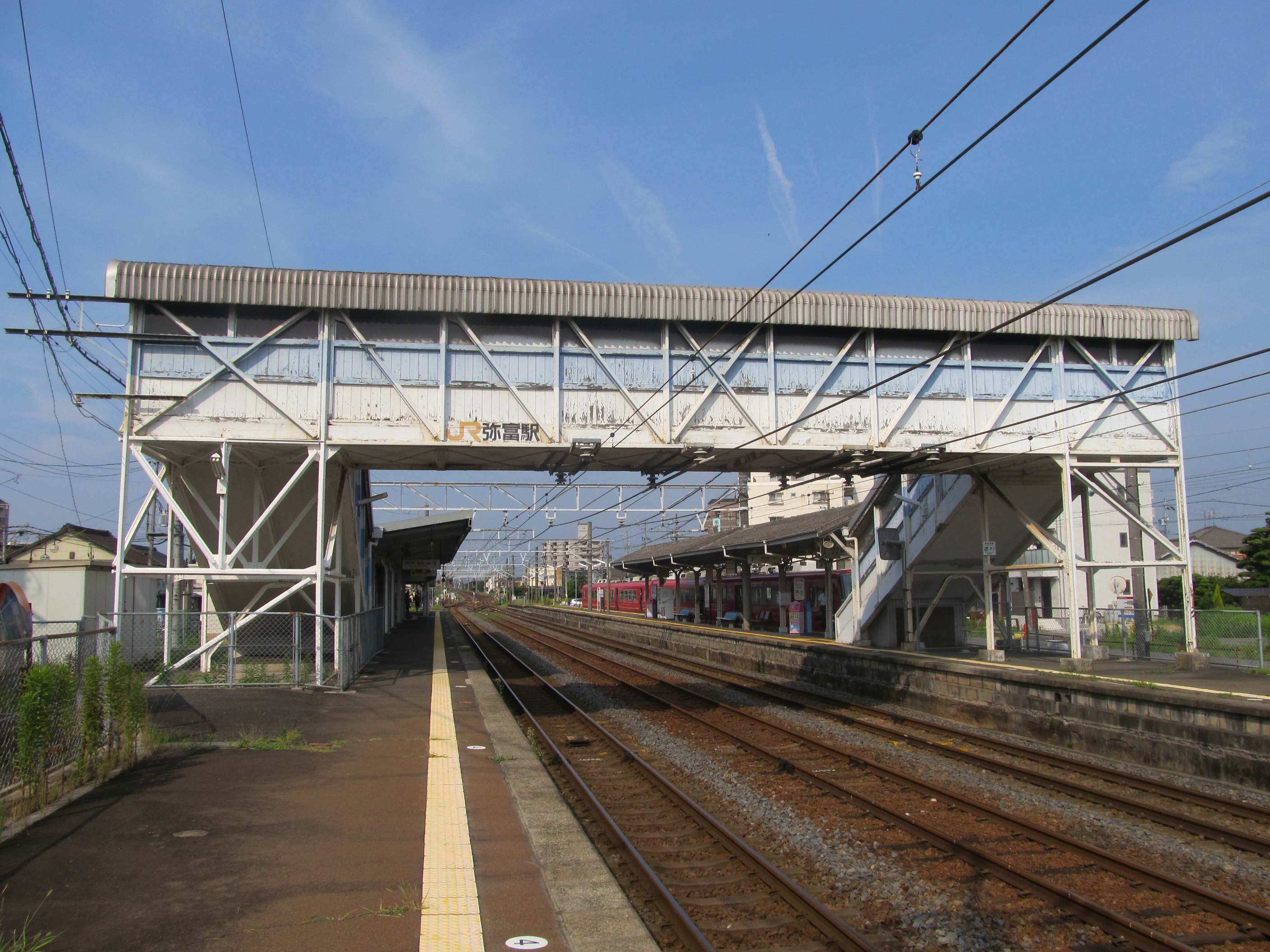
Fußgängerbrücke
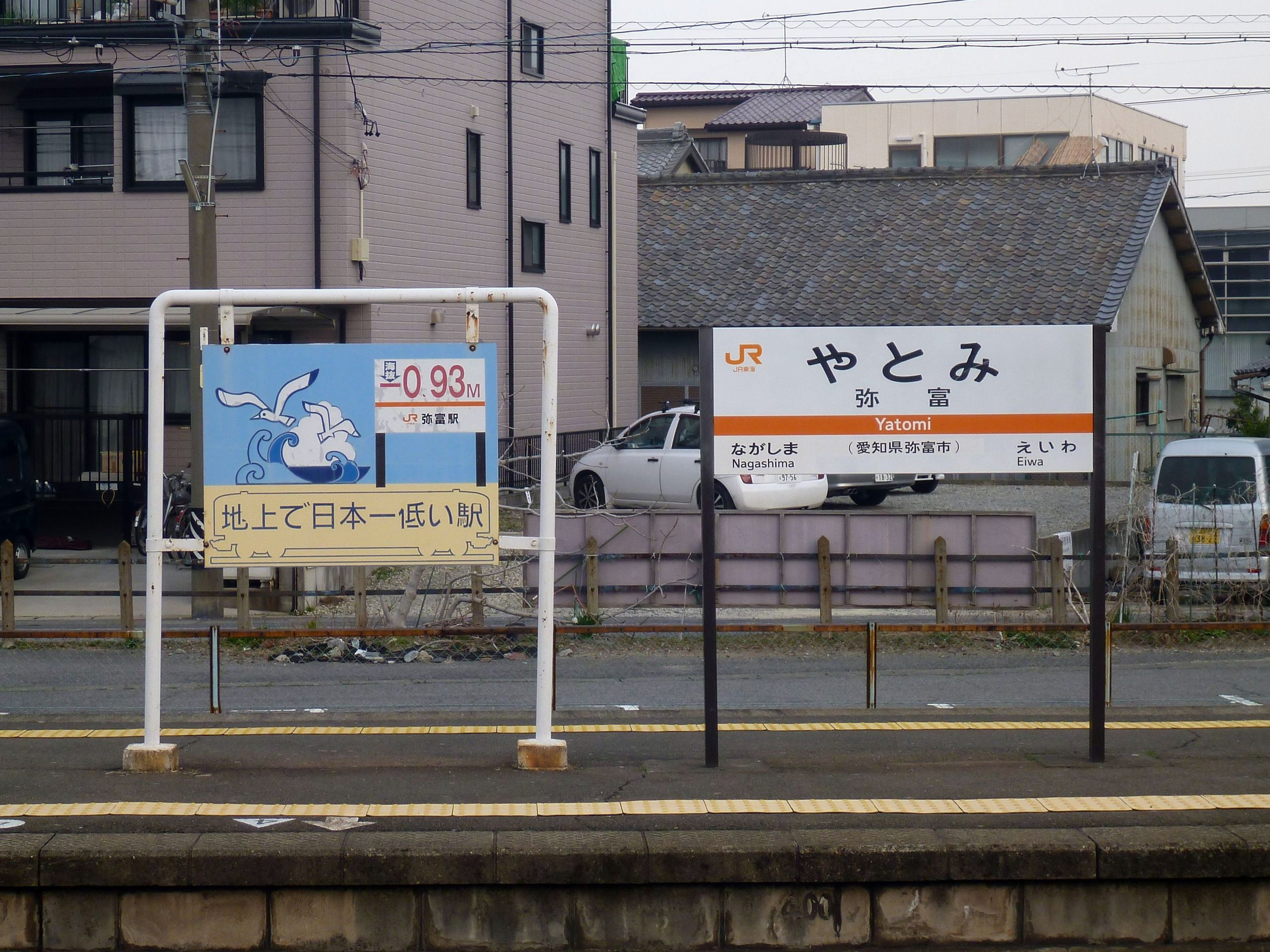
Bahnhofsschild und Hinweistafel zur Rekordtiefe
Gleisplan (schwarz = JR Central, rot = Meitetsu)
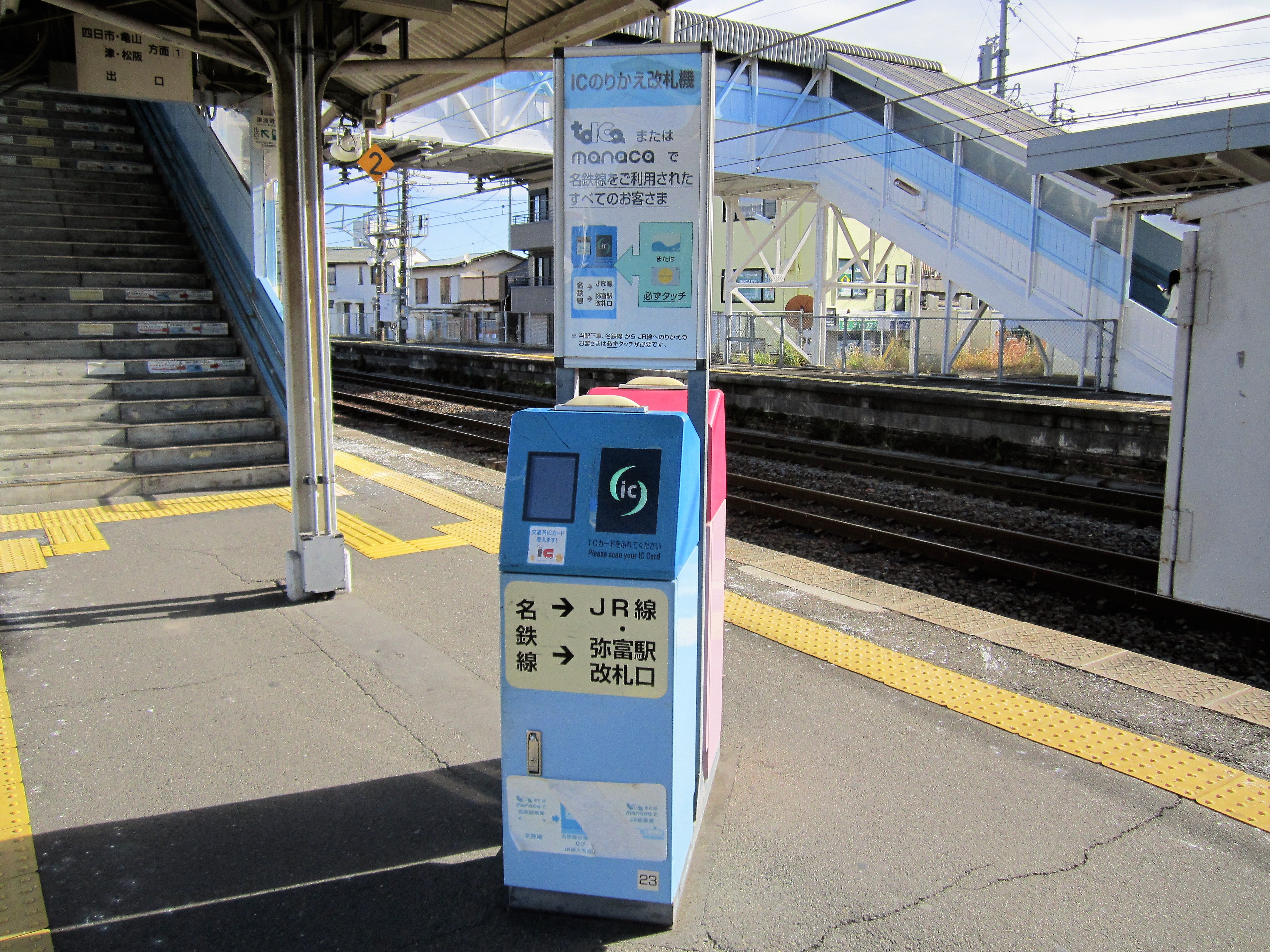
Transferticketschalter am Bahnsteig (Dezember 2018)

## Gleise
| 1 | ▉ Kansai-Hauptlinie    | Yokkaichi • Kaneyama • Kamo • JR Namba |
| 2 | ▉ Kansai-Hauptlinie    | Nagoya                                 |
| 3 | ▉ Meitetsu Bisai-Linie | Tsushima • Sukaguchi • Meitetsu Nagoya |

## Linien
| Verlauf der Kansai-Hauptlinie |
| --- |
| Nagoya • Hatta • Haruta • Kanie • Eiwa • Yatomi • Nagashima • Kuwana • Asahi • Tomida • Tomidahama • Yokkaichi • Minami-Yokkaichi • Kawarada • Kawano • Kasado • Idagawa • Kameyama • Seki • Kabuto • Tsuge • Shindō • Sanagu • Iga-Ueno • Shimagahara • Tsukigaseguchi • Ōkawara • Kasagi • Kamo |

| Verlauf der Meitetsu Bisai-Linie |
| --- |
| Yatomi • Gonosan • Saya • Hibino • Tsushima • Machikata • Rokuwa • Fuchidaka • Marubuchi • Kami-Marubuchi • Morikami • Yamazaki • Tamano • Hagiwara • Futago • Kariyasuka • Kannonji • Meitetsu Ichinomiya • Nishi-Ichinomiya • Kaimei • Okuchō • Tamanoi |

## Geschichte
Die Bahngesellschaft Kansai Tetsudō eröffnete den Bahnhof am 24. Mai 1895 unter dem Namen Maegasu (前ヶ須), zusammen mit dem vom Bahnhof Nagoya bis hierhin führenden Abschnitt der Kansai-Hauptlinie. Bereits am 7. November desselben Jahres erfolgte die Umbenennung in Yatomi, gleichzeitig mit der Inbetriebnahme des daran anschließenden Abschnitts nach Kuwana. Die Bisai Tetsudō wiederum nahm am 3. April 1898 den ersten Abschnitt der Bisai-Linie nach Tsushima in Betrieb. Nachdem der japanische Reichstag das Gesetz zur Verstaatlichung der Eisenbahnen beschlossen hatte, ging die Kansai Tetsudō am 1. Oktober 1907 in Staatsbesitz über, während die Bisai Tetsudō weiterhin eine Privatbahn blieb. Letztere gelangte 1925 an die Nagoya Tetsudō, 1930 an die Meigi Tetsudō und 1935 schließlich an die Meitetsu. 1983 stellte die Meitetsu den Güterumschlag ein, am 1. Oktober 1980 folgte die Japanische Staatsbahn diesem Beispiel. Im Rahmen der Staatsbahnprivatisierung gelangte der staatliche Teil des Bahnhofs am 1. April 1987 in den Besitz der neuen Gesellschaft JR Central. 1997 erhielt der Bahnhof ein neues Empfangsgebäude.